# Upton (Lincolnshire)
Upton – wieś w Anglii, w hrabstwie Lincolnshire. Leży 19 km na północny zachód od Lincoln i 211 km na północ od Londynu.